# Víctor Federico de Anhalt-Bernburg
Víctor Federico de Anhalt-Bernburg (en alemán, Viktor Friedrich von Anhalt-Bernburg; Bernburg, 20 de septiembre de 1700-ibidem, 18 de mayo de 1765) fue un príncipe alemán de la Casa de Ascania. Fue príncipe reinante del principado de Anhalt-Bernburg de 1721 a 1765.

## Biografía
Víctor Federico nació el 20 de septiembre de 1700 en Bernburg como segundo hijo varón (aunque el único que alcanzó la madurez) del príncipe Carlos Federico de Anhalt-Bernburg, de su primera esposa, Sofía Albertina, hija del conde Jorge Federico de Solms-Sonnenwalde.
Después de la muerte de su padre en 1721, Víctor Federico lo sucedió en Anhalt-Bernburg. Como Rittmeister y capitán del Ejército prusiano, fue nombrado caballero de la Orden del Águila Negra en 1722.
Víctor Federico mostró un especial interés por la minería y la metalúrgica y a menudo visitó las minas del Harz.
Murió el 18 de mayo de 1765 en Bernburg.

## Matrimonio e hijos

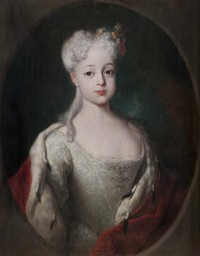
Luisa de Anhalt-Dessau, primera esposa de Víctor Federico.

En Dessau el 25 de noviembre de 1724, Víctor Federico contrajo matrimonio de Luisa (Dessau, 21 de agosto de 1709-Bernburg, 29 de julio de 1732), hija del príncipe Leopoldo I de Anhalt-Dessau. Tuvieron una hija:
1. Sofía Luisa (Bernburg, 29 de junio de 1732-Schloss Baruth, 6 de octubre de 1786), desposó el 20 de mayo de 1753 al conde Federico de Solms-Baruth.

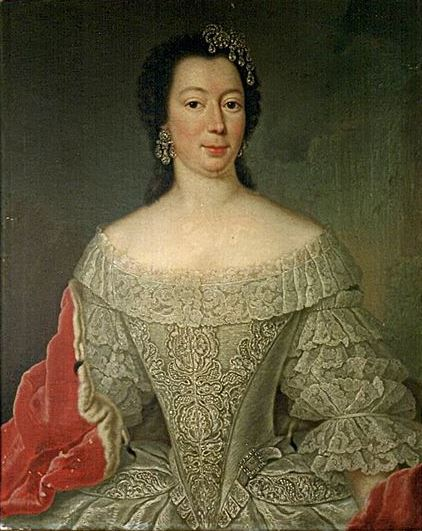
Su segunda esposa, Albertina de Brandeburgo-Schwedt.

En Potsdam el 22 de mayo de 1733, Víctor Federico contrajo matrimonio por segunda vez con Sofía Albertina Federica (Berlín, 21 de abril de 1712-Bernburg, 7 de septiembre de 1750), hija del margrave Alberto Federico de Brandeburgo-Schwedt. Tuvieron cinco hijos:
1. Federico Alberto (Bernburg, 15 de agosto de 1735-Ballenstedt, 9 de abril de 1796), príncipe de Anhalt-Bernburg
2. Carlota Guillermina (Bernburg, 25 de agosto de 1737-Sondershausen, 26 de abril de 1777), desposó el 4 de febrero de 1760 al príncipe Cristián Gunter III de Schwarzburgo-Sondershausen.
3. María Carolina (Bernburg, 9 de junio de 1739-ib., 11 de junio de 1739).
4. Federica Augusta Sofía (Ballenstedt, 28 de agosto de 1744-Coswig, 12 de abril de 1827), desposó el 27 de mayo de 1764 al príncipe Federico Augusto de Anhalt-Zerbst.
5. Cristina Isabel Albertina (Bernburg, 14 de noviembre de 1746-Coswig, 18 de mayo de 1823), desposó el 27 de abril de 1762 al príncipe Augusto II de Schwarzburgo-Sondershausen.

En Bernburg el 13 de noviembre de 1750, Víctor Federico contrajo matrimonio morganático por tercera vez con Konstanze Fredericka Schmidt, una plebeya. Esta fue ennoblecida y obtuvo el título de baronesa de Bähr (en alemán: Frau von Bähr) en 1752, poco antes del nacimiento de su única hija:
1. Luisa Federica Guillermina de Bähr (4 de mayo de 1752-6 de julio de 1820), desposó el 12 de noviembre de 1768 al conde Otón Enrique Luis de Solms-Tecklenburg.Monograma real.

Monograma real.